# لولوبة حلزونية
لولوبة حلزونية أو لولوبة خريفية أو لولوبة زرقاء (الاسم العلمي:Spiranthes spiralis) هو نوع من النباتات يتبع جنس اللولوبة من الفصيلة السحلبية.

## مرادف الاسم العلمي
- Spiranthes autumnalis
- Spiranthes glauca